# Dominic Jala
Dominic Jala SDB (ur. 12 lipca 1951 w Mawlai, zm. 10 października 2019 w Colusa) – indyjski duchowny katolicki, arcybiskup Shillong w latach 2000–2019.

## Życiorys
Święcenia kapłańskie otrzymał 19 listopada 1977 w zgromadzeniu księży salezjanów. Był m.in. przełożonym salezjańskiej prowincji Guwahati.
22 grudnia 1999 papież Jan Paweł II mianował go arcybiskupem metropolitą Shillong. Sakry biskupiej udzielił mu 2 kwietnia 2000 ówczesny arcybiskup Guwahati - Thomas Menamparampil.
15 października 2016 został także administratorem apostolskim sede vacante et ad nutum Sanctae Sedis w diecezji Nongstoin.
10 października 2019 roku zginął w wypadku drogowym w Colusa w stanie Kalifornia w Stanach Zjednoczonych.